# Lemula rufithorax
Lemula rufithorax là một loài bọ cánh cứng trong họ Cerambycidae.